# Mam'zelle Charlot
Pour les articles homonymes, voir Woman.
Pour plus de détails, voir Fiche technique et Distribution.
Mam'zelle Charlot (titre original : A Woman)  est une comédie burlesque américaine réalisée par Charlie Chaplin, sortie le 12 juillet 1915.

## Synopsis
Charlot se travestit en femme afin de tromper le père de sa petite amie.

## Fiche technique
- Titre original : A Woman
  - Titres alternatifs : Charlie the Perfect Lady, The Perfect Lady
- Titre : Mam'zelle Charlot
- Réalisation : Charlie Chaplin
  - Assistant réalisateur : Ernest Van Pelt
- Scénario : Charlie Chaplin
- Direction artistique : Emil Tissot Mazy
- Photographie : Harry Ensign
- Montage : Charlie Chaplin (non crédité)
- Producteur : Jess Robbins
- Société de production : The Essanay Film Manufacturing Company
- Société de distribution : General Film Company (États-Unis)
- Pays d’origine :  États-Unis
- Langue : film muet avec les intertitres en anglais
- Format : Noir et blanc — 35 mm — 1,33:1 — Muet
- Genre : Comédie, Film burlesque
- Longueur : deux bobines (545 mètres)
- Durée : 23 minutes
- Date de sortie : 12 juillet 1915
- Licence : Domaine public

## Distribution
- Charlie Chaplin : le gentleman / « Nora Nettlerash »
- Edna Purviance : la fille de la maison
- Charles Inslee : son père
- Marta Golden : sa mère
- Margie Reiger : le flirt du père
- Billy Armstrong : l'ami du père
- Leo White : le paresseux dans le parc
- Jess Robbins : le vendeur de soda (non crédité)

## Autour du film
Ce fut la troisième et dernière fois où Chaplin joua le rôle d'une femme dans un film. Les deux autres sont Charlot grande coquette (The Masquerader) et Madame Charlot (A Busy Day).